# Musicoloog
Een musicoloog of musicologe is de beoefenaar(ster) van de musicologie en onderzoekt muziek vanuit een wetenschappelijke optiek.
Musicologen werken bijvoorbeeld voor muziekscholen of andere instellingen die zich met muziek bezighouden. Zo zijn musicologen in dienst van platenmaatschappijen, uitgevers van werken over muziek en componisten, radio- en tv-stations voor de programmering van (klassieke) muziek.

## Bekende musicologen
- Christoph Wolff
- Ivor Darreg
- Alfred Einstein
- Kyle Gann
- Elena Rivera Mirano
- Charles Van den Borren
- Harry Partch
- H.C. Robbins Landon
- Gustave Reese

## Nederlandse musicologen
- Jos van de Braak
- Arie Eikelboom
- Marius Flothuis
- Louis Peter Grijp
- Anthony van Hoboken
- Jacco Keyzer
- Jos Koning
- Jan de Kruijff
- Jos Kunst
- Yuri Landman
- Hans Liberg
- Eduard Reeser
- Leo Samama
- Jos. Smits van Waesberghe
- Matthijs Vermeulen
- Lydia Vroegindeweij

## Belgische musicologen
- Jan Caeyers
- Ignace Bossuyt
- Ignace de Sutter
- Yves Knockaert
- Gerrit Valckenaers